# 库卡柔性系统制造
库卡柔性系统制造（德語：KUKA Systems GmbH）是德國一家公司，主力從事工程機械生產和自動化解決方案。庫卡的工程系統被不少著名企業普遍採用，包括寶馬、福士、西門子以至空中客車。

## 歷史
庫卡是於1898年由Johann Josef Keller、Jakob Knappich二人創辦，當時純粹生產燈泡。1905年開始生產焊接設備。至1936年，庫卡已經有逾一千名員工。
二次大戰後，庫卡產品線有所擴大，連針織機和打字機也有生產。1956年‍庫卡研發出首台自動焊接系統，專門生產冰箱和洗衣機，同時又為福士提供汽車焊接設備。1966年，又生產磨擦焊接機；1972年，磁力弧形焊接機推出了市場；1973年，更開始生產工業機器人。

### 中国市场
库卡是于1980年代进入中国市场。2000年9月，于上海建立第一家全资子公司──库卡自动化设备（上海）有限公司。2004年7月，库卡在中国成立第二家全资子公司——库卡柔性系统制造（上海）有限公司，厂址在上海青浦工业园区。2009年 库卡中国搬至上海松江工业园。

## 主要客户
- 梅赛德斯-奔驰
- 寶馬
- 大众汽车
- 奥迪
- 沃尔沃
- 西門子
- 空中客車

### 中国
- 上海大众
- 上汽集团
- 奇瑞汽车
- 华晨汽车集团
- 吉利汽车

## 獎項
- ISO 14001
- ISO 9001
- VDA 6.4
- ISO 3834
- EN 9100[1]

## 外部連結
- KUKA  Systems 德国公司 （页面存档备份，存于）（德文）
- KUKA 柔性系统（上海）有限公司 （页面存档备份，存于）（中文）